# Durucasu, Yazıhan
Durucasu là một thị trấn thuộc huyện Yazıhan, tỉnh Malatya, Thổ Nhĩ Kỳ. Dân số thời điểm năm 2011 là 2.077 người.